# Флаг Башкортостана
Госуда́рственный флаг Респу́блики Башкортоста́н — один из государственных символов Республики Башкортостан, наряду с гербом и гимном. С 2001 года — 25 февраля — День Государственного флага Республики Башкортостан.

## История

### Знамёна времëн башкирских восстаний
Во время восстания 1704—1711 годов башкирское войско подходило к Уфе во главе с неким султаном (возможно, это был Кучумович Ибрагим), собравшим башкир под своим знаменем. В 1709 году башкир айской волости сибирской дороги Менлигуза-батыр привозил знамя к себе в волость от некого хана. Вот как его описывали: «от ханова сына знамя большею красное четвероугольное, а в середине круг белый». Во время башкирских восстаний 1735-1740 башкиры воевали под знаменем Кучумовичей, подняв его в последний раз.

### Флаг Башкурдистана
Башкирское Правительство фарманом № 4547 «О национальном знамени» до решения вопроса на Курултае ввело знамя, состоящее из трёх полос: верхняя — голубого, средняя — зелёного и нижняя — белого цвета. Голубой цвет трактовался в фармане как цвет тюркских племён, зелёный — как цвет ислама, а белый символизировал мусульманское миролюбие, касающееся и присоединения к России, порядок и пр. Фарман был опубликован 19 июня 1918 года в газете «Башкорт» и 20 августа 1918 года в газете «Башҡорт хөкүмәтенең теле». Флаг Башкурдистана первоначально также использовался в качестве общевойскового знамени Башкирского войска. Флаг-триколор предлагался к восстановлению как флаг Башкортостана в начале 1990-х, но Государственный совет Республики Коми принял флаг с таким расположением полос на 3 месяца раньше, вследствие чего пришлось изменить расположение полос на современном флаге Башкортостана.
По-прежнему используется рядом башкирских национальных организаций и башкирскими националистами. 

Флаг Башкурдистана

### Флаги советского периода
C 1922 года в качестве символа Автономной Башкирской ССР использовался флаг, представляющий собой полотнище красного цвета, где в верхнем левом углу была помещена надпись — «А. Б. С. С. Р.». Согласно Постановлению Башкирского ЦИК от 11 октября 1924 года «Об изъятии из обращения государственных флагов неустановленного образца и о предоставлении Башобдеткомиссии монопольного права по Башреспублике на распространение государственных флагов» был утверждён Государственный флаг Башкирской АССР красного (или алого) цвета с изображением в верхнем углу у древка золотых серпа и молота радиусом в одну шестую ширины флага. Над серпом и молотом должна была располагаться красная пятиконечная звезда диаметром в одну десятую ширины флага, окружённая золотой каймой. Отношение ширины флага к его длине составляло 1:2.
|                                    |                                          |                                          |                                          |                                          |
| Государственный флаг (1925-37 гг.) | Государственный флаг БАССР (1937-39 гг.) | Государственный флаг БАССР (1939-47 гг.) | Государственный флаг БАССР (1947-54 гг.) | Государственный флаг БАССР (1954-92 гг.) |

23 июня 1937 года Х съездом Советов Башкирской АССР была принята новая Конституция Башкирской АССР, согласно которой Государственным флагом Башкирской АССР был утверждён Государственный флаг РСФСР. Флаг состоял из красного полотнища, в верхнем левом углу которого была помещена надпись «РСФСР» на русском и башкирском языках, а ниже, буквами меньшего размера — надпись «Башкирская АССР» на русском и башкирском языках. В связи переводом башкирской письменности с латиницы на кириллицу, на основании постановления Президиума ЦИК БАССР от 9 февраля 1938 года на красном полотнище в левом верхнем углу у древка была оставлена только одна надпись «РСФСР», а надпись с маленькими буквами «Башкирская АССР» на башкирском языке стала выполняться кириллическим шрифтом.
31 марта 1954 года в связи с изменением Государственного флага РСФСР 31 марта 1954 года претерпел изменения и флаг Башкирской АССР. Согласно Постановлению Президиума Верховного Совета Башкирской АССР «О Государственном флаге Башкирской АССР» в качестве нового флага был принят Государственный флаг РСФСР, состоящий из красного полотнища со светло-синей полосой у древка во всю ширину флага, составляющую одну восьмую длины флага. В левом углу полотнища изображались золотые серп и молот и над ними красная пятиконечная звезда, обрамлённая золотой каймой. Ниже серпа и молота располагалась выполненная золотыми буквами надпись «Башкирская АССР» на русском и башкирском языках. Отношение ширины флага к его длине составляло 1:2.
16 января 1956 года Указом Президиума Верховного Совета Башкирской АССР было принято «Положение о Государственном флаге Башкирской Автономной Советской Социалистической Республики», уточняющее расположение и изображение элементов флага. Серп и молот должны были вписываться в квадрат, сторона которого равнялась одной четвёртой ширины флага. Острый конец серпа должен был приходится по середине верхней стороны квадрата, а рукоятки серпа и молота должны были упираться в нижние углы квадрата. Длина молота с рукояткой должна была составлять три четверти диагонали квадрата. Пятиконечная звезда должна была вписываться в окружность, диаметром в одну восьмую ширины квадрата, касающуюся верхней стороны квадрата. Вертикальная ось звезды, серпа и молота должна была находиться от древка на расстоянии две пятых ширины флага, а расстояние от верхней кромки флага до центра звезды составлять одну восьмую ширины флага. Надписи «Башкирская АССР» на русском и башкирском языках должны были располагаться горизонтально в две строки одна под другой ниже рукояток серпа и молота на одну шестнадцатую ширины флага и не достигать нижней кромки флага на одну треть ширины флага.

### Потерянный флаг 1991 года
После распада СССР в 1991 году Башкортостан планировал восстановить исторический флаг Башкурдистана — флаг с таким расположением цветов (бело-зелёно-синий триколор), который был предложен ещё в 1917 году башкирским государственником Ахметзаки Валидовым, и именно он предлагался к восстановлению как национальный и Государственный флаг Республики Башкортостан. Но депутаты Верховного Совета Коми АССР (Республики Коми) в 1991 году опередили своих башкирских коллег на 3 месяца и приняли бело-зелёно-синий триколор как Государственный флаг Республики Коми. В результате, дабы не копировать флаг Коми, башкирские депутаты изменили порядок расположения двух полос, и теперь он не совпадает с историческим и национальным флагом башкирского правительства 1917 года. Ряд национальных движений башкир (в том числе и запрещённая в России «Башкорт») до сих пор используют и пропагандируют исторический башкирский флаг в цветах современного флага Республики Коми и настаивают на исторической справедливости в вопросе принадлежности флага, требуют вынести вопрос о флаге на федеральный уровень, а от руководства Коми — отказаться от флага, который до 1991 года не использовался в Коми.
С 2010 года ряд национальных объединений Коми и общественных деятелей, депутатов муниципального, регионального и федерального уровня от Коми[кто?] открыто выступают за изменение официального флага Коми на финно-угорский флаг, и призывают восстановить историческую справедливость, вернув флаг Башкурдистана основной региональной национально-общественной организации башкир, Парламенту или правительству Республики Башкортостан.

### Флаг 1992 года
После принятия 11 октября 1990 года «Декларации о государственном суверенитете Башкирской Советской Социалистической Республики» государственные символы республики перестали отражать сложившиеся реалии, и возникла необходимость в принятии новой государственной символики, в том числе и нового флага.
Постановлением Совета Министров Башкирской ССР от 26 ноября 1990 года № 211 был объявлен республиканский конкурс на лучший проект государственных символов республики, который надлежало провести до 15 февраля 1991 года. Позднее Распоряжением Совета Министров Башкирской ССР от 30 декабря 1990 года было утверждено Положение о порядке проведения конкурса, которое на немного увеличило срок для предоставления эскизов флага и герба — до 1 марта 1991 года. Эскизы должны были быть выполнены в цвете на плотной бумаге размером не менее 30×20 см. К эскизам требовалось приложить записку с указанием размеров и подробным пояснением значения символов. Победителям конкурса на лучший проект государственных символов планировалось присудить четыре премии по 3000 рублей.
В конкурсную комиссию под председательством М. А. Аюпова было подано около 40 проектов государственных символов. Победил проект художественного редактора издательства «Китап» У. Т. Масалимова и студентки Уфимского училища искусств О. Е. Асабиной. В 1994 году победители получили вознаграждение в размере 500 тыс. рублей каждый.
25 февраля 1992 года Верховным Советом Башкирской ССР республика была переименована в Республику Башкортостан. В этот же день был принят флаг Республики Башкортостан.
Принятый флаг представлял собой прямоугольное, с соотношением ширины флага к длине равным 1:2, трёхцветное полотнище с эмблемой, состоявшее из трёх горизонтальных равновеликих, по 1/3 ширины флага, полос (верхняя полоса — синяя, средняя — белая, нижняя — зелёная) на лицевой и оборотной стороне. Эмблема располагалась в центре флага и белой полосы и представляла собой золотистый круг диаметром 1/8 длины или 1/4 ширины флага, с находящимся внутри стилизованным цветком курая, состоящим из семи лепестков.
В Постановлении Верховного Совета Республики Башкортостан от 25 февраля 1992 года, № ВС-10/18 «О Положении о Государственном флаге Республики Башкортостан» давалось обоснование символики флага. Синий цвет означал ясность, добродетель и чистоту помыслов народов республики, белый — их миролюбие, открытость, готовность к взаимосотрудничеству; зелёный — свободу, вечность жизни. Цветок курая символизировал дружбу, а семь его лепестков символизировали семь родов, объединённых в единый башкирский народ.

### Флаг 1999 года
27 мая 1999 года Законодательной Палатой Государственного Собрания Республики Башкортостан был принят Закон «О государственной символике Республики Башкортостан». Описание флага практически идентично описанию в Постановлении Верховного Совета Республики Башкортостан от 25 февраля 1992 года, № ВС-10/18 «О Положении о Государственном флаге Республики Башкортостан», за исключением перечисления цвета полос — ведётся снизу вверх. Аналогичные изменения произошли и в описании символики. Зелёный цвет означает свободу, вечность жизни; белый — миролюбие, открытость, готовность к взаимному сотрудничеству народов Республики Башкортостан; синий — ясность, добродетель и чистоту их помыслов. Цветок курая — символ дружбы, семь его лепестков, расположенных в центре белой полосы, символизируют семь родов, положивших начало единению народов, проживающих на территории Республики Башкортостан.
Законом Республики Башкортостан от 11 апреля 2000 года № 63-з «О внесении дополнений в Закон Республики Башкортостан „О Государственной символике Республики Башкортостан“» дано описание древка, к которому крепится флаг. Древко должно завершаться (заканчиваться) в верхней части наконечником, представляющим собой плоское, вытянутое кверху куполообразной формы металлическое украшение золотистого цвета, в центре которого находится стилизованный цветок курая, состоящий из семи лепестков.

### Флаг 2003 года
12 февраля 2003 года Законодательной Палатой Государственного Собрания — Курултая Республики Башкортостан утверждена новая пропорция флага — 2:3.

### Изменения в описании флага в 2007 году
7 июня 2007 года Законодательной Палатой Государственного Собрания — Курултая Республики Башкортостан были внесены технические правки в Закон «О государственной символике Республики Башкортостан», в частности, было незначительно изменено описание флага — перечисление символики полос стало начинаться сверху.

## Использование Государственного флага Республики Башкортостан
Закон Республики Башкортостан «О государственной символике Республики Башкортостан» определяет здания, на которых государственный флаг должен быть поднят постоянно, места постоянного установления государственного флага, а также иные случаи поднятия или установления государственного флага. Законом также предусмотрено нанесение изображения Государственного флага Республики Башкортостан на зарегистрированные в установленном порядке воздушные суда авиалиний Республики Башкортостан.
Независимо от размеров, государственный флаг и его изображение всегда должны точно соответствовать цветному эталону и схематичному изображению. Использование государственного флага и его изображения могут осуществляться только таким образом, чтобы при этом не было проявлено неуважения к Государственному флагу Республики Башкортостан.